# تری بارتلت
تری بارتلت (به انگلیسی: Terry Bartlett) ژیمناست زادهٔ ۲ دسامبر ۱۹۶۳ میلادی اهل کشور بریتانیا است.